# دختر ۶
دختر ۶ (انگلیسی: Girl 6) فیلمی در ژانر کمدی-درام و به کارگردانی اسپایک لی است که در سال ۱۹۹۶ منتشر شد. این فیلم راجع به یک اپراتور سکس تلفنی است.

## بازیگران
- ترزا رندل
- ایسایا واشینگتن
- پیتر برگ
- مدونا
- کوئنتین تارانتینو
- ران سیلور
- جان تورتورو
- نائومی کمبل
- اسپایک لی
- دبی مازار
- مایکل امپریولی
- گرچن مول
- هلی بری
- آندره‌آ ناودو